# Parachernes latus
Espèce
Synonymes
- Chelanops latus Banks, 1893
- Chelanops latimanus Banks, 1895

Parachernes latus est une espèce de pseudoscorpions de la famille des Chernetidae.

## Distribution
Cette espèce est endémique des États-Unis. Elle se rencontre en Floride et en Texas.

## Description
L'holotype mesure 3,2 mm.

## Publication originale
- Banks, 1893 : New Chernetidae from the United States. Canadian Entomologist, vol. 25, p. 64-67 (texte intégral).